# 肿肋龙亚目
腫肋龍亞目（Pachypleurosauria）是種原始的鰭龍超目爬行動物，外表稍微地類似水生蜥蜴，只生存於三疊紀。牠們的體型修長，體型從20公分到1公尺長，並擁有小頭部、長頸部、鰭狀肢、長尾巴。牠們的肢帶（Limb Girdles）縮小許多，所以這群動物不太可能移動到陸地上。牠們的頜部前部佈滿釘狀牙齒，顯示這群動物以魚類為生。

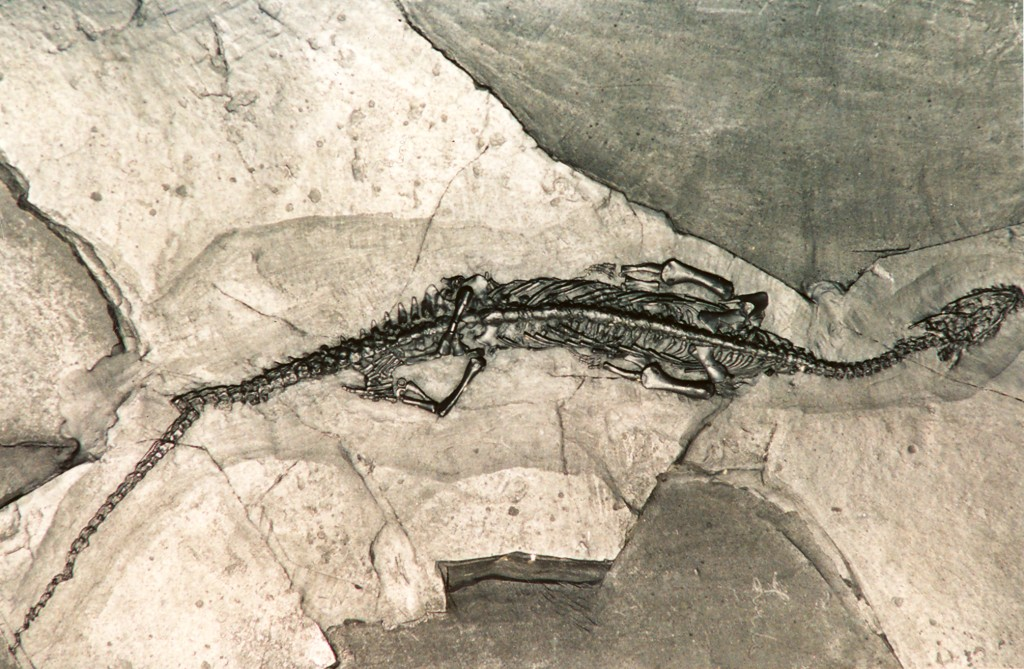
愛氏腫肋龍

腫肋龍亞目被歸類於幻龍目。在有些親緣分支分類法裡，腫肋龍類被認為是真鰭龍類的姐妹分類單元，真鰭龍類演化支包括幻龍類與蛇頸龍類。

## 下属分类
本科包括以下属：
- ？†滇东龙属 Diandongosaurus
- ？†汉江蜥属 Hanosaurus
- ？†马家山龙属（英语：Majiashanosaurus） Majiashanosaurus
- †普罗桑托龙属 Prosantosaurus
- ？†黔西龙属（英语：Qianxisaurus） Qianxisaurus
- ？†红河龙属 Honghesaurus
- ？† 乌蒙龙属 Wumengosaurus Jiang, Rieppel, Motani, Hao, Sun, Schmitz & Sun, 2008
  - 细颌乌蒙龙 Wumengosaurus delicatomandibularis Jiang,  Rieppel, Motani, Hao, Sun, Schmitz & Sun, 2008
- †贵州龙科 Keichousauridae[1]
  - †滇肿龙属 Dianopachysaurus
  - †贵州龙属 Keichousaurus
- †肿肋龙科 Pachypleurosauridae[2]
  - †阿纳尔龙属 Anarosaurus
  - †趾龙属 Dactylosaurus
  - †扭斯汀科龙属 Neusticosaurus
  - †奥多波罗龙属（英语：Odoiporosaurus） Odoiporosaurus
  - †瑟皮亚诺龙属（英语：Serpianosaurus） Serpianosaurus

## 外部連結
- Lepidosauromorpha: Pachypleurosauridae - Palaeos